# Joachim Fischer Nielsen
Joachim Flemming Fischer Nielsen (Gentofte, 23 de noviembre de 1978) es un deportista danés que compitió en bádminton, en la modalidad de dobles mixto.
Participó en dos Juegos Olímpicos de Verano, en los años 2012 y 2016, obteniendo una medalla de bronce en Londres 2012, en la prueba de dobles mixtos (junto con Christinna Pedersen).
Ganó dos medallas de bronce en el Campeonato Mundial de Bádminton, en los años 2009 y 2014, y tres medallas en el Campeonato Europeo de Bádminton entre los años 2014 y 2017.

## Palmarés internacional
| Juegos Olímpicos   | Juegos Olímpicos           | Juegos Olímpicos  | Juegos Olímpicos |
| Año                | Lugar                      | Medalla           | Prueba           |
| ------------------ | -------------------------- | ----------------- | ---------------- |
| 2012               | Londres (Reino Unido)      | Medalla de bronce | Dobles mixto     |
| Campeonato Mundial |                            |                   |                  |
| Año                | Lugar                      | Medalla           | Prueba           |
| 2009               | Hyderabad (India)          | Medalla de bronce | Dobles mixto     |
| 2014               | Copenhague (Dinamarca)     | Medalla de bronce | Dobles mixto     |
| Campeonato Europeo |                            |                   |                  |
| Año                | Lugar                      | Medalla           | Prueba           |
| 2014               | Kazán (Rusia)              | Medalla de oro    | Dobles mixto     |
| 2016               | La Roche-sur-Yon (Francia) | Medalla de oro    | Dobles mixto     |
| 2017               | Kolding (Dinamarca)        | Medalla de plata  | Dobles mixto     |